# Andrew Morton (biograf)
Andrew Morton (ur. 1953 w Dewsbury, West Yorkshire) – angielski dziennikarz i biograf.
Studiował historię na Uniwersytecie Sussex, potem zajął się dziennikarstwem w tabloidach. Napisał kilka znanych biografii sławnych osób:
- Diana: Her True Story, 1992 (Diana: prawdziwa historia, wyd. polskie 1992)
- Monica's Story, 1999 (Monika Lewinsky: jej historia, wyd. polskie 1999)
- Posh and Becks (o Davidzie i Victorii Beckhamach)
- Madonna
- Angelina: An unauthorized biography, 2010 (Angelina: Biografia nieautoryzowana, wyd. polskie 2010)

Morton cieszył się zaufaniem księżnej Diany. Współpracowała z nim także Monica Lewinsky. Tak powstały dwa międzynarodowe bestsellery. Książka o Beckhamach była wydarzeniem raczej lokalnym brytyjskim. Biografia Madonny powstała bez jej poparcia i nie okazała się wielkim sukcesem.
W styczniu 2008 roku ukazała się Tom Cruise: An Unauthorized Biography, kontrowersyjna z powodu krytycznego przedstawienia kościoła scjentologicznego.